# Supplementum Epigraphicum Graecum
Le Supplementum Epigraphicum Graecum (SEG) est une publication annuelle (publiée par J. C. Gieben, à Amsterdam, aux Pays-Bas, jusqu'à sa mort en 2006, ensuite publiée par les Éditions Brill) rassemblant le texte et la bibliographie des études sur les inscriptions grecques publiées en un an. Les inscriptions nouvellement découvertes sont publiées avec leur texte grec complet et un apparat critique, et les nouvelles études d'inscriptions déjà publiées sont brièvement résumées. La publication couvre les inscriptions de tout le monde grec, mais les documents postérieurs au VIIIe siècle ne sont pas inclus. Chaque numéro contient la production académique d'une seule année, avec un délai de quelques années (par exemple, le volume du SEG publié en 2018 contenait toutes les inscriptions et discutait les articles publiés en 2014),,.

## Contenu
Le SEG est une anthologie systématique d'inscriptions grecques (présentées avec un apparat critique original) et de résumés neutres de nouvelles recherches sur les inscriptions grecques, publiées une  année précise. Toutes les inscriptions grecques sont transcrites selon les Conventions de Leyde (de).
Chaque entrée d’inscription dans un volume du SEG contient trois éléments : le texte de l'inscription grecque avec son apparat critique et un résumé interprétatif ; la bibliographie des articles, monographies et autres publications pertinents ; un ensemble de métadonnées sur l'inscription, dont sa provenance et sa date, sa langue, son but et son type (documents publics, dédicaces, épitaphes, divers),.
Les textes sont classés géographiquement, selon l'ordre des Inscriptiones Graecae (de IG I, correspondant à l'Attique, à IG XV, pour Chypre, subdivisées en villes classées par ordre alphabétique), puis par date. Les inscriptions de provenance inconnue sont incluses séparément des autres. À la fin des volumes, on trouve de volumineux index, thématiques et linguistiques .

## Histoire
Le SEG a été fondé en 1923 par le savant néerlandais J. J .E. Hondius (de) à Leyde, aux Pays-Bas. L'objectif de Hondius était que toutes les inscriptions grecques soient rassemblées dans une seule publication, afin de simplifier leur référencement scientifique. Hondius a publié les volumes I à XI, entre 1922 et 1940. Après une pause, de 1940 à 1955, A. G. Woodhead prend la relève et publie les volumes XII à XXV, entre 1951 et 1971. Une autre interruption s'est produite, jusqu'en 1976, lorsque la publication a été relancée par Henk W. Pleket et Ronald S. Stroud, qui ont modernisé le SEG et créé son modèle de publication actuel,.
Les éditeurs actuels du SEG sont Angelos Chaniotis, Thomas Corsten, Nikolaos Papazarkadas et Eftychia Stavrianopoulou. Ces éditeurs sont conseillés par trois éditeurs associés, trois éditeurs adjoints et dix éditeurs consultatifs. En 2009, Brill a lancé le Supplementum Epigraphicum Graecum Online (SEG Online), qui permet l'accès en ligne aux textes du SEG pour les abonnés,. Au 1er octobre 2021, 66 volumes ont été publiés.